# Taira no Munemori
Taira no Munemori (平宗盛, , 1147 - 19 de junho 1185) foi o herdeiro de Taira no Kiyomori, e um dos comandantes do Clã Taira  nas Guerras Genpei no final do Período Heian.
Quando estava em seu leito de morte, Kiyomori declarou, entre seus últimos desejos, que todos os assuntos do clã deveriam ser colocado nas mãos do Munemori, isso ocorreu em 1181, um ano após o início da Guerra Genpei. Seu favorito, o filho mais velho, Taira no Shigemori, morrera em 1176, e assim Munemori, muito menos capaz, era o próximo na linha sucessória.
Munemori herdou uma guerra em um estado de limbo - o mau tempo havia devastado as colheitas de 1180 e 1181, forçando ambos os lados a um cessar-fogo. Mas antes disso, Minamoto no Yoshinaka já tinha saído com seu exército da  Província de Shinano, marchando pelas Províncias de Etchū, Kaga, e Echizen (antigo reduto Taira). Ao mesmo tempo, um exército sob comando de Minamoto no Yukiie fora esmagado na Província de Owari enquanto as operações na Região de Kanto foram inconclusivas. A guerra parecia que poderia ir para qualquer lugar, e facilmente um Taira tinha a habilidade de levar para onde queria. Infelizmente para os Taira, Munemori não era esse homem.
Em 1183, como o clã rival ganhou o poder, e após a deserção do Imperador Go-Shirakawa para o lado Minamoto , Munemori conduziu suas forças, junto com o jovem Imperador Antoku rumo às fortalezas Taira localizadas nas ilhas Shikoku e Kyushu. No o final do ano, eles já tinham organizado uma Corte Imperial temporária em Yashima (atual Takamatsu) na Província de Kagawa.
Quando os estoques de arroz recuperaram suficientemente para permitir uma ação ofensiva, Munemori despachou seu filho Taira no Koremori e seu irmão Taira no Michimori para Echizen com o objetivo de recuperar as terras roubadas por Yoshinaka. A campanha teve um péssimo início, evidentemente, empurrar uma massa de esfomeados mal treinados pelos campos revelou ser um problema logístico difícil de resolver. De acordo com o Heike Monogatari, o exército Taira se tornou um enxame de gafanhotos vorazes antes de chegarem a Echizen, uma fardo cruel de fato para descarregar num campesinato que ainda nem se recuperara de mais de um ano de fome. A batalha resultante de Kurikara (Junho de 1183) terminou como uma derrota esmagadora das forças Taira.
Munemori participou em quase todas as batalhas da guerra, e foi capturado na Batalha de Dan no Ura , e mais tarde executado na estrada para Kyoto no final de 1185.